# 1997 QH4
1997 QH4, também escrito como 1997 QH4, é um objeto transnetuniano (TNO) que está localizado no cinturão de Kuiper, uma região do Sistema Solar. Este corpo celeste é classificado como um cubewano. Ele possui uma magnitude absoluta (H) de 7,1 e, tem um diâmetro estimado com cerca de 167 km, por isso é pouco provável que possa ser classificado como um planeta anão, devido ao seu tamanho relativamente pequeno.

## Descoberta
1997 QH4 foi descoberto no dia 27 de agosto de 1997 pelos astrônomos D. C. Jewitt, C. A. Trujillo, J. X. Luu e K. Berney.

## Órbita
A órbita de 1997 QH4 tem uma excentricidade de 0.083 e possui um semieixo maior de 42.806 UA. O seu periélio leva o mesmo a uma distância de 39.261 UA em relação ao Sol e seu afélio a 46.351.